# Râul Anieș
Râul Anieș este un curs de apă, afluent al râului Someșul Mare. Se formează la confluența brațelor  Anieșul Mare și Anieșul Mic.

## Hărți
- Harta Munții Rodnei  Arhivat în 22 iulie 2020, la Wayback Machine.
- Harta Munții Rodnei